# Willy Schäfer (rokometaš)
Willy Schäfer, švicarski rokometaš, * 30. april 1913, † 16. oktober 1980.
Leta 1936 je na poletnih olimpijskih igrah v Berlinu v sestavi švicarske rokometne reprezentance osvojil bronasto olimpijsko medaljo.